# 建武 (南朝斉)
建武（けんぶ）は、南北朝時代、南斉の明帝蕭鸞の治世に行われた最初の元号。
494年 - 498年。

## 出来事
- 元年10月：明帝即位。建武と改元。

## 西暦・干支との対照表
| 延興 | 元年     | 2年      | 3年      | 4年      | 5年      |
| 西暦 | 494年    | 495年    | 496年    | 497年    | 498年    |
| 干支 | 甲戌     | 乙亥     | 丙子     | 丁丑     | 戊寅     |
| 北魏 | 太和18年 | 太和19年 | 太和20年 | 太和21年 | 太和22年 |